# Pat Binder
Pat Binder (* 1960 in Buenos Aires) ist eine argentinische Installationskünstlerin, die in Berlin lebt. 

## Leben
Pat Binder studierte ab 1979 an der nationalen Kunsthochschule in Buenos Aires. Von 1989 bis 1992 lebte sie in Kanada, seit 1996 in Deutschland. 
Sie hat an einer Reihe von Ausstellungen teilgenommen, darunter die 5. und 6. Biennale von Havanna und die Ausstellung Argentinier im Spiegel im Jahre 2001, die von der Botschaft der Republik Argentinien und des Goethe-Instituts veranstaltet wurde. Sie stellte dort gemeinsam mit argentinischen Künstlern wie Celia Caturelli, Miguel Rothschild, Viviana Martínez-Tosar, Martín Mele, Alejandro Dhers, Pablo Castagnola ihre Arbeiten aus.
1996 präsentierte die IFA-Galerie in Berlin ihre Ausstellung Zapping. 
Von 1997 bis 2005 realisierte sie als Gewinnerin eines Kunst-am-Bau-Wettbewerbs das Denkzeichen Foto/Graphik Galerie Käthe Kollwitz am Kollwitzplatz in Berlin. 
In dieser Leuchtkastengalerie präsentierte sie grafische Arbeiten von 29 internationalen Künstlern am Ort des Hauses von Käthe und Karl Kollwitz. 

## Stipendien und Preise
- 1999 Stipendium der Langlois Foundation (Kanada) für die Erarbeitung des Internet-Kunstprojekts Stimmen aus Ravensbrück
- 2002 Marianne-von-Willemer-Preis der Stadt Linz, Österreich